# ニューウェ・マース川

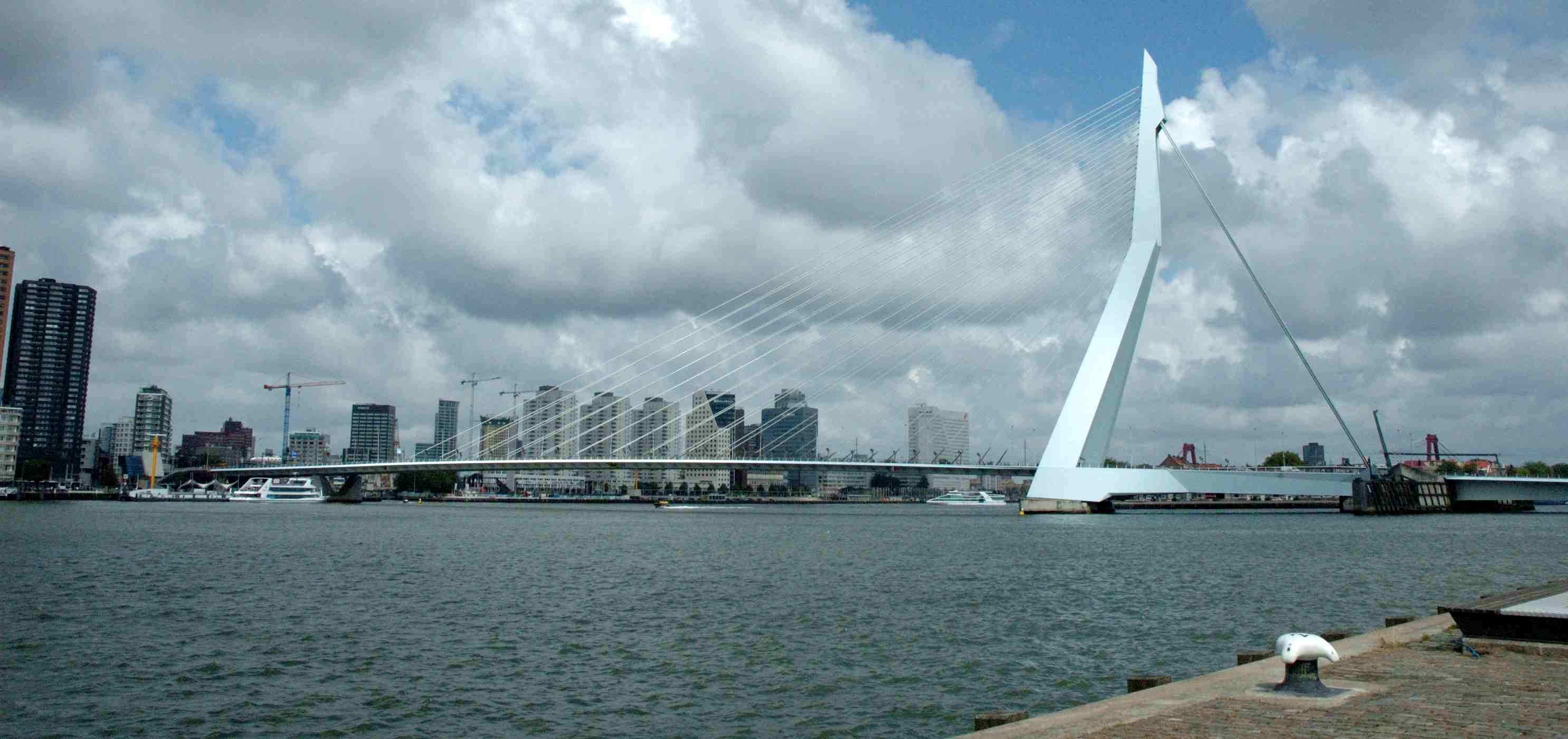
ロッテルダムのビル群とエラスムス橋

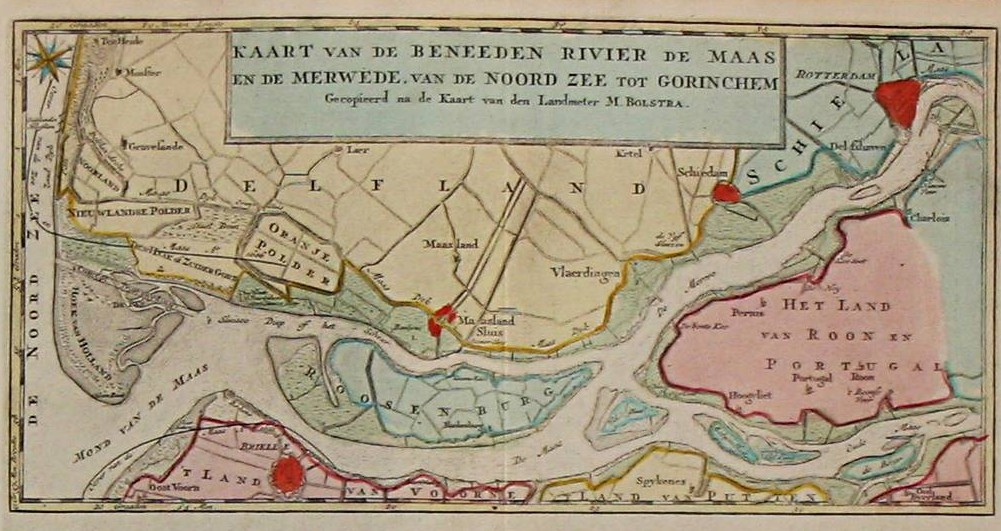
1769年の地図

ニューウェ・マース川（ニューウェ・マースがわ）またはニュー・マース川（ニュー・マースがわ、蘭：Nieuwe Maas）は、オランダを流れる川で、ライン川がライン・マース・スヘルデ三角州に流れ込んで分岐した川の一つである。
リデルケルクの北岸でレク川とノールト川が合流した地点より下流がニューウェ・マース川となる。そこから西へ、ロッテルダム市街地中心部を横断するように流れ、ロッテルダムの西端付近でアウデ・マース川と合流する地点までの約24kmがニューウェ・マース川である。
ニューウェ・マース川はオランダで最も都市化された地域を横断しており、大規模なロッテルダムの港湾施設なども流域に連なっている。河川幅は265mから465mである。
川の名前に「マース」と入っているが、実際に流れている水のほとんどはライン川起源である。
ニューウェ・マース川本流の経路
ライン川 > パネルデン運河 > ネーデルライン川 > レク川 > ニューウェ・マース川 > スホール川 > 北海

## 歴史
中世初期においてこの川は（ライン川の分流の）メルウェデ川の下流にあたる川で、名前もそのようにつけられていた。何度かの洪水を経てマース川が流路を変えて、メルウェデ川の流路に重なり、この川の名前もマース川に因んで付けられた。その後何世紀もの間、アウデ・マース川とともにマース川の河口三角州部分を流れる本流の一部分であった。しかし、再びライン川とマース川の流路が南に移った結果、この川の源流は再びライン川となって現在に至っている。現在、マース川起源の水はほんの少ししかこの川に流れていない。

## 流域の自治体・都市
オランダ
南ホラント州：リデルケルク、ロッテルダム、フラールディンゲン

## 支流
- ホランセ・アイセル川 - ロッテルダム市街地の東で合流する

## 関連項目

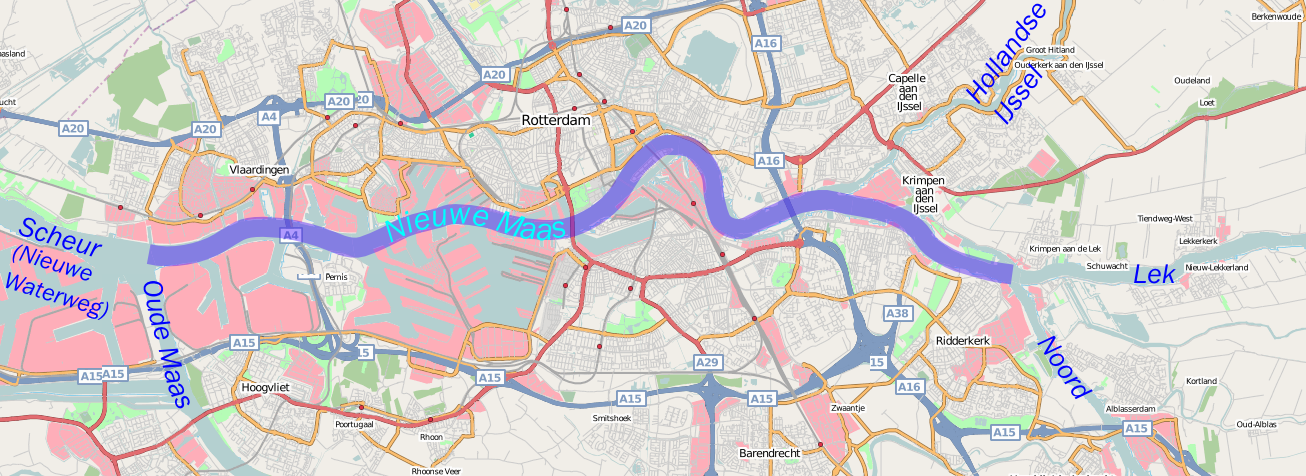
ニューウェ・マース川（Openstreetmapより）